# TARDIS
De TARDIS is een fictief ruimteschip en tijdmachine in het Britse sciencefiction-televisieprogramma Doctor Who. Het toestel, dat eigendom is van de Doctor, wordt in de serie beschreven als het krachtigste ruimtetuig in het universum. De TARDIS wordt gekenmerkt door zijn ietwat ludieke uiterlijk van een blauw politiehokje uit jaren 60.

## Eigenschappen van het schip

### Naam
Het Latijnse woord tardus betekent 'traag'. De naam TARDIS is een acroniem voor Time And Relative Dimension(s) In Space, een relatieve dimensie en tijd in de ruimte.

### Vorm
Het opvallendste aan de TARDIS is het uiterlijk ervan. Het voertuig had oorspronkelijk de eigenschap zich aan te passen aan de omgeving waarin het zich bevond. In 1963 is het bij een bezoek aan Londen echter blijven steken in de vorm van een politiehokje uit de jaren 60. Het geheel lijkt nog het meest op een blauwe telefooncel.

### Interieur
De TARDIS mag dan wel het uiterlijk hebben van een politiehokje, aan de binnenkant is hij groter dan van buiten. Direct achter de ingang bevindt zich de controlekamer met het bedieningspaneel. De Doctor brengt hier doorgaans de meeste tijd door.
Het schip is in feite oneindig groot, daar het in staat is zijn eigen architectuur aan te passen (de TARDIS beschikt over een eigen ziel). Aan boord bevinden zich onder andere een uitgebreide bibliotheek, een observatorium, een zee, een apparaat dat elk mogelijk ander apparaat kan scheppen en een exploderende ster. De machinekamer bevindt zich in het centrum van het toestel.
Het interieur van de TARDIS hangt doorgaans af van welke Doctor de TARDIS bestuurt.

### Aandrijving
De TARDIS haalt zijn energie van een exploderende ster die permanent vastgehouden wordt in de tijd. Deze ster bevindt zich eveneens in het schip.

## Trivia
- Het geluid van de bewegende TARDIS werd in 1963 gemaakt door een sleutel over de snaar van een piano te schrapen.[2] Dit geluid wordt nog steeds gebruikt in de serie. Dit geluid hoeft de TARDIS niet te maken, maar als de Doctor hem bestuurt, doet hij het altijd. Dit komt doordat het geluid dat te horen is eigenlijk de remmen zijn die de Doctor er altijd op heeft staan. Hij vindt het geluid zo leuk.
- In een van de afleveringen van Doctor Who komt de ziel van de TARDIS in het lichaam van een vrouw. Ze geeft zichzelf daar de naam "Sexy".
- Google heeft in zijn applicatie Google Maps een zogenaamd Easter egg verborgen waarbij je in de TARDIS kunt komen.[3]